# Шнитовка (Россонский район)
Шнитовка (бел. Шні́таўка) — деревня в Россонском районе Витебской области Республики Беларусь. Входит в состав Горбачевского сельсовета.

## География
Деревня расположена в 31 км на восток от Россон и в 170 км на северо-запад от Витебска.

## История
В 1924—1954 годах деревня была центром Шнитовского сельсовета. В 1954—1964 годах входила в состав Дудчинского сельсовета, в 1964—2004 годах — в состав Заборского сельсовета.
В Шнитовке сохранилась небольшая усадьба, которая напоминает скорее обычный загородный дом. Деревянное сооружение было построено на каменном фундаменте на рубеже XIX и XX вв.

## Достопримечательность
- Усадьба